# Zolotonosja
Zolotonosja (ukrainska: Золотоноша uttal (fil)) är en stad i Tjerkasy oblast i centrala Ukraina. Staden fungerar som administrativ huvudort för angränsande Zolotoniskyj rajon men själva staden ingår inte i detta. 
Zolotonosja ligger vid floden Zolotonosjka, som är en biflod till Dnepr, 30 km från oblastets huvudstad, Tjerkasy. Staden är också belägen längs järnvägslinjen Bachmatj-Odessa, och längs huvudvägarna Kiev-Krementjuk och Tjerkasy-Sjramkivka.

## Historia
Zolotonosja nämndes för första gången i skriftliga källor omkring 1576. 1635 fick Zolotonosja Magdeburgrätten. Zolotonosja var del av Ukrainska SSR under sovjettiden. 

## Byggnader och monument
- Preobrazjenska kyrkan i Krasnohirskohoklostret. Skapad av Ivan Hryhorovych-Barskyj i ukrainsk barockstil, byggdes 1767-1771.
- Svjato-Uspenskyj domkyrka, 1909.
- Staty av Taras Sjevtjenko, 1924-1926.

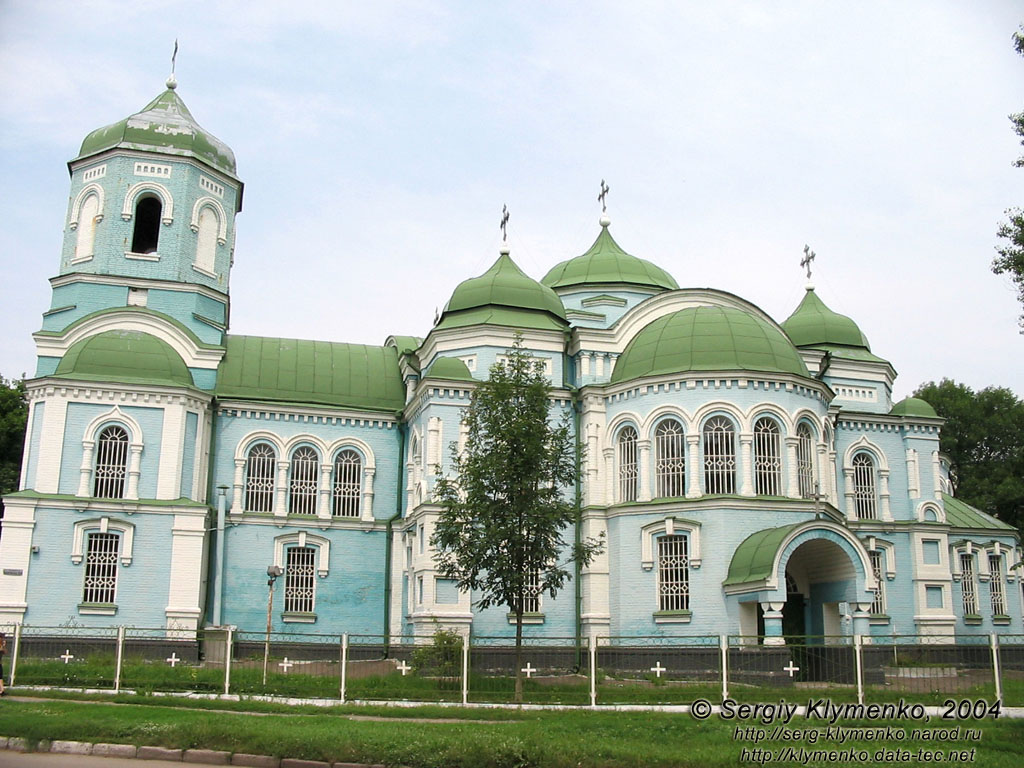
Svjato-Uspenskyj domkyrka.

## Kända personer från Zolotonosja
- Isaac Boleslavsky (9 juni 1919, Zolotonosja- 15 februari 1977, Minsk) var en sovjetisk-judisk stormästare i schack.
- Ber Borotjov (22 juni 1881, Zolotonosja- 17 december, 1918, Kiev) var den judiska grundare av Poale Sion och en anhängare av Röda armén.
- Ivan Poddubnyj (26 september 1871 i Zolotonosja- 8 augusti 1949 i Jejsk, Ryska SFSR, Sovjetunionen, var en ukrainsk/rysk/sovjetisk brottare som var sexfaldig världsmästare i grekisk-romersk brottning.